# Judith avec la tête d'Holopherne (Botticelli)
Pour les articles homonymes, voir Judith et Holopherne.
Judith avec la tête d'Holopherne est un tableau réalisé vers 1497-1500 par le peintre florentin Sandro Botticelli. Cette tempera sur bois représente Judith tenant de sa main gauche, et à hauteur de regard, la tête d'Holopherne qu'elle vient de décapiter avec l'épée dans sa main droite. L'œuvre est conservée au Rijksmuseum, à Amsterdam, aux Pays-Bas.